# 1656 год
1656 (ты́сяча шестьсо́т пятьдеся́т шесто́й) год  по григорианскому календарю — високосный год, начинающийся в субботу. Это 1656 год нашей эры, 6‑й год 6‑го десятилетия XVII века 2‑го тысячелетия, 7‑й год 1650‑х годов. Он закончился 369 лет назад.
| Пн | Вт | Ср | Чт | Пт | Сб | Вс |
|    |    |    |    |    | 1  | 2  |
| 3  | 4  | 5  | 6  | 7  | 8  | 9  |
| 10 | 11 | 12 | 13 | 14 | 15 | 16 |
| 17 | 18 | 19 | 20 | 21 | 22 | 23 |
| 24 | 25 | 26 | 27 | 28 | 29 | 30 |
| 31 |    |    |    |    |    |    |

| Пн | Вт | Ср | Чт | Пт | Сб | Вс |
|    | 1  | 2  | 3  | 4  | 5  | 6  |
| 7  | 8  | 9  | 10 | 11 | 12 | 13 |
| 14 | 15 | 16 | 17 | 18 | 19 | 20 |
| 21 | 22 | 23 | 24 | 25 | 26 | 27 |
| 28 | 29 |    |    |    |    |    |

| Пн | Вт | Ср | Чт | Пт | Сб | Вс |
|    |    | 1  | 2  | 3  | 4  | 5  |
| 6  | 7  | 8  | 9  | 10 | 11 | 12 |
| 13 | 14 | 15 | 16 | 17 | 18 | 19 |
| 20 | 21 | 22 | 23 | 24 | 25 | 26 |
| 27 | 28 | 29 | 30 | 31 |    |    |

| Пн | Вт | Ср | Чт | Пт | Сб | Вс |
|    |    |    |    |    | 1  | 2  |
| 3  | 4  | 5  | 6  | 7  | 8  | 9  |
| 10 | 11 | 12 | 13 | 14 | 15 | 16 |
| 17 | 18 | 19 | 20 | 21 | 22 | 23 |
| 24 | 25 | 26 | 27 | 28 | 29 | 30 |

| Пн | Вт | Ср | Чт | Пт | Сб | Вс |
| 1  | 2  | 3  | 4  | 5  | 6  | 7  |
| 8  | 9  | 10 | 11 | 12 | 13 | 14 |
| 15 | 16 | 17 | 18 | 19 | 20 | 21 |
| 22 | 23 | 24 | 25 | 26 | 27 | 28 |
| 29 | 30 | 31 |    |    |    |    |

| Пн | Вт | Ср | Чт | Пт | Сб | Вс |
|    |    |    | 1  | 2  | 3  | 4  |
| 5  | 6  | 7  | 8  | 9  | 10 | 11 |
| 12 | 13 | 14 | 15 | 16 | 17 | 18 |
| 19 | 20 | 21 | 22 | 23 | 24 | 25 |
| 26 | 27 | 28 | 29 | 30 |    |    |

| Пн | Вт | Ср | Чт | Пт | Сб | Вс |
|    |    |    |    |    | 1  | 2  |
| 3  | 4  | 5  | 6  | 7  | 8  | 9  |
| 10 | 11 | 12 | 13 | 14 | 15 | 16 |
| 17 | 18 | 19 | 20 | 21 | 22 | 23 |
| 24 | 25 | 26 | 27 | 28 | 29 | 30 |
| 31 |    |    |    |    |    |    |

| Пн | Вт | Ср | Чт | Пт | Сб | Вс |
|    | 1  | 2  | 3  | 4  | 5  | 6  |
| 7  | 8  | 9  | 10 | 11 | 12 | 13 |
| 14 | 15 | 16 | 17 | 18 | 19 | 20 |
| 21 | 22 | 23 | 24 | 25 | 26 | 27 |
| 28 | 29 | 30 | 31 |    |    |    |

| Пн | Вт | Ср | Чт | Пт | Сб | Вс |
|    |    |    |    | 1  | 2  | 3  |
| 4  | 5  | 6  | 7  | 8  | 9  | 10 |
| 11 | 12 | 13 | 14 | 15 | 16 | 17 |
| 18 | 19 | 20 | 21 | 22 | 23 | 24 |
| 25 | 26 | 27 | 28 | 29 | 30 |    |

| Пн | Вт | Ср | Чт | Пт | Сб | Вс |
|    |    |    |    |    |    | 1  |
| 2  | 3  | 4  | 5  | 6  | 7  | 8  |
| 9  | 10 | 11 | 12 | 13 | 14 | 15 |
| 16 | 17 | 18 | 19 | 20 | 21 | 22 |
| 23 | 24 | 25 | 26 | 27 | 28 | 29 |
| 30 | 31 |    |    |    |    |    |

| Пн | Вт | Ср | Чт | Пт | Сб | Вс |
|    |    | 1  | 2  | 3  | 4  | 5  |
| 6  | 7  | 8  | 9  | 10 | 11 | 12 |
| 13 | 14 | 15 | 16 | 17 | 18 | 19 |
| 20 | 21 | 22 | 23 | 24 | 25 | 26 |
| 27 | 28 | 29 | 30 |    |    |    |

| Пн | Вт | Ср | Чт | Пт | Сб | Вс |
|    |    |    |    | 1  | 2  | 3  |
| 4  | 5  | 6  | 7  | 8  | 9  | 10 |
| 11 | 12 | 13 | 14 | 15 | 16 | 17 |
| 18 | 19 | 20 | 21 | 22 | 23 | 24 |
| 25 | 26 | 27 | 28 | 29 | 30 | 31 |

## События
- 1601—1661 — Голландско-португальская война. Вооружённый конфликт, в котором голландские Ост-Индская и Вест-Индская компании воевали по всему миру против Португальской империи[1].
- 1618—1683 — маньчжурское завоевание Китая. Процесс распространения власти маньчжурской империи Цин на территорию, принадлежавшую китайской империи Мин[2].
- 1635—1659 — Франко-испанская война. Составная часть Тридцатилетней и Восьмидесятилетней войн[3].
  - 16 июля — осада Валансьена[4].
- 1640—1668 — Война за независимость Португалии. Серия народных волнений, конфликтов и военных действий, направленных на восстановление Португалией независимости от испанской короны[5].
- 1645—1669 — Критская война. Война Османской империи с Венецианской республикой за богатое заморское владение Венеции остров Крит[6].
- 1654—1660 — Англо-испанская война. Вооружённый конфликт между Англией эпохи Протектората и Испанией за торговое господство в Вест-Индии и обладание островами Ямайка и Испаньола[7]:
  - 21 июля — рейд на Малагу[8].
- 1655—1657 — восстание сейменов и домобранцов. Значительное событие в истории Дунайских княжеств XVII века[9].
- 1656—1657 — Голконда и Биджапур были вынуждены уступить империи Моголов часть своих территорий.
- 1654—1667 — Русско—польская война[10]:
  - 24 октября (3 ноября) — Виленское перемирие. Имело взаимовыгодные условия и стратегические результаты. Речь Посполитая, проигрывавшая как на русском, так и на шведском фронте, была спасена от полного разгрома, а Россия получила свободу действий в наметившемся конфликте со Швецией[11].
- 1655—1660 — Шведский потоп. Вторжение Швеции в Речь Посполитую (Королевство Польское и Великое Княжество Литовское), причинившее этому государственному образованию ощутимый урон (Северная война 1655-1660)[12]:
  - 1655—1660 — осада Данцига[13].
  - 18 или 19 февраля — битва при Голомбе[14].
  - 7 апреля — битва при Варке[15].
  - 24 апреля—30 июня — первая осада Варшавы[16].
  - 7 мая — битва при Клецко[17].
  - 18 (28)—20 (30) июля — Варшавская битва[18].
  - 25 августа — битва при Ловиче[19].
  - 8 октября — битва при Простках[20].
  - 22 октября — битва при Филипуве[21].
  - 25 декабря (или 2/3 января 1657) — битва при Хойнице[22].
- 1656—1658 — началась Русско-шведская война:
  - Июнь—12 октября — осада Дерпта[23].
  - Июнь—ноябрь — осада Нотебурга[24].
  - 18 июля—31 июля — осада Динабурга[25].
  - 22 июля (1 августа) — бой у острова Котлин, морское сражение[26].
  - 14 (24) августа — осада Кокенгаузена[27].
  - 24 августа—5 октября — осада Риги[28].
  - Фридрих Вильгельм и шведский король Карл X подписали в Лабиау договор о союзе в войне против Речи Посполитой[29].
  - Союз Швеции с Бранденбургом и князем Трансильвании Дьёрдем Ракоци.
- 17 января — подписан Кёнигсбергский договор. Юридический документ, которым был определён правовой статус княжества Бранденбург-Пруссия. Подписан королём Швеции Карлом Х Густавом и курфюрстом Бранденбург-Пруссии Фридрих Вильгельмом I в замке Кёнигсберг[30].
- 29 июня — подписан Мариенбургский договор, которым была подтверждена вассальная зависимость курфюршества Бранденбург от королевства Швеции. Договор был подписан в замке Мариенбург[31].
- 11 сентября — Эльблонгское соглашение. Заключено между Республикой Соединённых провинций и Швецией в городе Эльблонг. Суть соглашения заключалась в защите голландского торгового влияния в Балтийском море[32].
- 10 (20) ноября — договор в Лабиау, между Фридрихом Вильгельмом I, курфюрстом Бранденбургским и Карлом X Густавом Шведским в Лабиау (ныне Полесск). Подписан с несколькими уступками, наиболее важным из которых было решение о предоставлении Фридриху Вильгельму I полноправного суверенитета в герцогстве Пруссия и в Эрмланде (Эрмеланд, Вармия), что поддержала Швеция, Карл X Густав стремился «купить поддержку Фридриха Вильгельма» в продолжающейся во второй Северной войне[33].
- Папа подтвердил осуждение янсенизма.
- Начало восстаний маратхов против Моголов.
- Инцидент у чинары. Восстание в Османской империи. Названо в честь мифического дерева, на котором росли люди, как аллюзия на повешенных после восстания на деревьях мятежников[34].
- Голландцы захватили Негапатам в Индии.
- Голландцы проникли на Цейлон.

### Англия
- 17 сентября — созыв британского парламента[35]. Госсовет сразу отвёл почти 100 депутатов-республиканцев.
- Ордонанс в Англии об «Отмене рыцарского держания и уничтожении Палаты феодальных сборов». Англия в союзе с Францией начала войну с Испанией.

### Франция
- 14 июня — граф Монтекукули, собиравшийся перейти с австрийской службы на французскую, сформировал 4-ротный драгунский полк и послал его Людовику XIV, который назначил себя его почётным шефом[36].
- Эдикт во Франции против пауперов.

### Речь Посполитая
- 1655—1660 — Северная война между Швецией и Речи Посполитой[37].
  - 1655—1660 — Померанский театр войны. Боевые действия затрагивающие Шведскую Померанию (часть Северной войны)[38].
  - 1655—1660 — Норвежский театр войны (часть Северной войны)[39].
  - 28 июля — 30 июля — Варшавская битва, в котором армия Речи Посполитой в союзе с Крымским ханством противостояла вторгшимся в Польшу шведско-бранденбургским войскам. Результатом битвы стало поражение превосходящих сил поляков и крымских татар, занятие и разорение Варшавы шведами.
  - 24 октября (3 ноября) — Виленское перемирие Русского царства и Речи Посполитой в Вильно[40].
  - Вся южная часть Малой Польши до Вислы освобождена от шведов.

## Начало правления
См.также: Список глав государств в 1656 году
- 1656—1683 — Альфонс VI, король Португалии.
- 1656—1705 — Леопольд I, король Чехии.

## Наука
- Христиан Гюйгенс впервые обнаружил светлые туманности.

## Родились
См. также: Категория:Родившиеся в 1656 году
- 2 января — Франц Лефорт, сподвижник Петра I.
- 31 мая — Марэн Марэ (ум. 1728), французский композитор, писал для виола да гамба.
- 29 октября — Эдмонд Галлей, английский королевский астроном, геофизик, математик, метеоролог и физик.
- Чарльз Давенант — английский экономист, представитель меркантилистского направления в экономической науке.
- Жан-Гальбер Кампистрон — французский поэт.

## Скончались
См. также: Категория:Умершие в 1656 году
- 16 апреля — Павел Коломенский, епископ Русской Православной церкви, активно поддержавший противников реформ патриарха Никона во время раскола.
- 6 ноября — Жуан IV, король Португалии с 1640 года (род. 1604)
- Елеазар Анзерский — преподобный Русской церкви, основатель Свято-Троицкого Анзерского скита Соловецкого монастыря.